# Orthokohlensäuretetramethylester
Orthokohlensäuretetramethylester ist eine organische chemische Verbindung aus der Gruppe der Orthokohlensäureester. Sie entsteht formal durch vollständige Methylierung der hypothetischen, d. h. gegen die Erlenmeyer-Regel verstoßenden und in freiem Zustand instabilen Orthokohlensäure {\displaystyle {\ce {C(OH)4}}}. Orthokohlensäuretetramethylester wurde erstmals 1927 dargestellt und als farblose, merklich flüchtige Flüssigkeit von campherartigem Geruch charakterisiert.

## Gewinnung und Darstellung
Die ursprüngliche Darstellung des Orthokohlensäuretetramethylesters ging von Chlorpikrin aus, der naheliegende Syntheseweg aus Tetrachlorkohlenstoff liefert nicht das gewünschte Produkt.
Wegen der unangenehmen Eigenschaften des Chlorpikrins wurden andere tetrasubstituierte reaktive Methanderivate als Ausgangsstoffe für Orthokohlensäuretetramethylester untersucht, so das ebenfalls als chemischer Kampfstoff eingesetzte, einfach aus Schwefelkohlenstoff und Chlor zugängliche Trichlormethansulfenylchlorid analog
Ein weniger problematischer Syntheseweg geht aus von Trichloracetonitril, wobei Ausbeuten um 70 % erzielt werden.
Weitere präparative Verfahren zur Darstellung von Orthocarbonsäureestern sind beschrieben.

## Eigenschaften
Orthokohlensäuretetramethylester ist eine wasserklare, aromatisch riechende, niedrigviskose Flüssigkeit, die gegen Peroxidbildung stabil ist.

## Verwendung
Außer als Lösungsmittel findet Orthokohlensäuretetramethylester Anwendung als Brennstoff in Feststoffpolymer-Brennstoffzellen, als Alkylierungsmittel bei erhöhten Temperaturen (180–200 °C), als Umesterungsreagens, das aber geringere Reaktivität als Orthoameisensäuretrimethylester zeigt, und als Reagens zum Aufbau von 2-Aminobenzoxazolen, die als Molekülbausteine in pharmazeutischen Wirkstoffen, z. B. Neuroleptika, Sedativa, Antiemetika, Muskelrelaxantien, Fungiziden, u. a. zu finden sind.
Abhängig von den Substituenten verläuft die Eintopfreaktion in „bescheidenen bis exzellenten“ Ausbeuten.